# 1943改
『1943改』（いちきゅうよんさん・かい）はカプコンより1988年6月にリリースされたアーケード用の縦スクロールシューティングゲーム。正式名称は『1943改 ミッドウェイ海戦』。『1943 ミッドウェイ海戦』（1987年）のマイナーチェンジバージョンとして発売された。
後に家庭用ゲーム機に移植された（#移植版）。

## システム
ステージ数が整理され、16から10ステージに減少された。またデモシーンの書き直しや夕日のステージが存在するなど演出面が強化されている。
8方向レバー、2ボタンで自機を操作し、ショット、メガクラッシュ、宙返りができる。プレイヤーにはエネルギーゲージが存在し、時間とともに減っていくほか、敵弾と体当たりを受けたとき、メガクラッシュを使ったときに減少する。エネルギーはアイテムを取るか、ボスの破壊率が70％以上でステージクリアすると補給できる。なお最終ステージはコンティニューができない。

## 変更点
- マイナーチェンジバージョンとして、武器のバランス再調整がされている。前作で強力だった武器は大幅に弱くされ、使い道が無かった武器は強くなった。
- プレイヤー機がP-38から複葉機に変更されている（機種は明記されていないが、おそらくPT-17がモデル）。
- 敵機のデザインが空想的なデザインに変更されている。亜也虎に至っては大型フロート付きの水上機となっている。
- 攻撃目標を撃破したときに飛び散る破片の数が大幅に増加。
- 編隊を全滅させて出る固定アイテムがエネルギータンクとサイドファイターを除いて無くなった。
- 武器を取った時の武器エネルギーの増加量が28に増えた。また、最大値も80に上昇した。
- メガクラッシュで津波及び雷が極めて出やすくなった。（敵弾を封じるかまいたちがでなくなった）
- 自機の強化に伴って、敵のアルゴリズムも全般的に強化され、大型機や亜也虎が炸裂弾を多用するようになった。加えて耐久力も上がっている。

## 各ステージのボス
- ステージ1：加賀（空母）
- ステージ2：亜也虎（超大型爆撃機）
- ステージ3：赤城（空母）
- ステージ4：大飛龍（大型爆撃機群）
- ステージ5：伊勢（戦艦）
- ステージ6：亜也虎（超大型爆撃機）
- ステージ7：山城（戦艦）
- ステージ8：亜也虎（超大型爆撃機）
- ステージ9：長門（戦艦）
- ステージ10：大和（戦艦）

## 移植版
| No. | タイトル                                                                                | 発売日                                     | 対応機種                                         | 開発元     | 発売元     | メディア          | 型式                                  | 売上本数 | 備考                                               |
| --- | --------------------------------------------------------------------------------------- | ------------------------------------------ | ------------------------------------------------ | ---------- | ---------- | ----------------- | ------------------------------------- | -------- | -------------------------------------------------- |
| 1   | 1943改                                                                                  | 1991年3月22日                              | PCエンジン                                       | ナグザット | ナグザット | 4メガビットHuCARD | NX91002                               | -        |                                                    |
| 2   | カプコンジェネレーション 第1集 ～撃墜王の時代～ Capcom Generations 1 - Wings of Destiny | 1998年8月27日 1999年9月3日                 | PlayStation セガサターン                         | カプコン   | カプコン   | CD-ROM            | PS: SLPS-01535 SLES-01881 SS:T-1232G  | -        | アーケード版の移植 欧州ではPlayStation版のみ発売   |
| 3   | カプコン クラシックス コレクション                                                      | 2005年9月27日 2005年11月18日 2006年3月2日  | Xbox PlayStation 2                               | カプコン   | カプコン   | DVD-ROM           | PS2: SLUS-21316 SLES-53661 SLPM-66317 | -        | アーケード版の移植 日本ではPlayStation 2版のみ発売 |
| 4   | カプコン クラシックス コレクション Capcom Classics Collection Reloaded                  | 2006年9月7日 2006年10月24日 2006年11月10日 | PlayStation Portable                             | カプコン   | カプコン   | UMD               | ULJM-05104 ULUS-10134 ULES-00377      | -        | アーケード版の移植                                 |
| 5   | カプコン アーケード キャビネット                                                        | 2013年2月19日 2013年2月20日 2013年5月21日  | PlayStation 3 (PlayStation Network)              | カプコン   | カプコン   | ダウンロード      | -                                     | -        | アーケード版の移植                                 |
| 6   | カプコン アーケード キャビネット                                                        | 2013年2月20日 2013年5月22日 2013年2月20日  | Xbox 360 (Xbox Live Arcade)                      | カプコン   | カプコン   | ダウンロード      | -                                     | -        | アーケード版の移植                                 |
| 7   | カプコンアーケード2ndスタジアム Capcom Arcade 2nd Stadium                               | 2022年7月22日                              | Nintendo Switch PlayStation 4 Xbox One PC(Steam) | カプコン   | カプコン   | ダウンロード      | -                                     | -        | アーケード版の移植                                 |

PCエンジン版
ファミコン版の『1943』同様、敵戦艦の名称（アヤコ除く）が『三国志』の武将名に変更されている。本作はアーケード版の構成に準拠の7ステージに加え、PCエンジン版の独自仕様として「水上要塞」「アヤコ改」「装甲列車」「トウタク改」などオリジナルのボスが登場する新ステージが追加されている。なお、これらの新ステージでは自機の武装の当たり判定が強化される一方で、敵キャラクターのアルゴリズムや攻撃方法などがそれ以前のステージのものと大きく異なるため、クリアするには新たな攻略パターンが必要とされるなど、アーケード版と比較すると「別のゲーム」と言っても差し支えないほどの大幅なアレンジが施されている。なお、アーケード面とオリジナル面の間にはジェットエンジンを搭載するデモシーンが流れる。
PlayStation版
『1942』（1984年）、『1943』（1987年）と共にPlayStation版およびセガサターン版『カプコンジェネレーション 第1集 ～撃墜王の時代～』に収録。
PlayStation 2、PlayStation Portable版
2006年発売の『カプコン クラシックス コレクション』に収録（『1942』『1943』も含む）。

## 音楽
- リニューアルに伴い、BGMの殆どが差し替えられた。前作は軽快なテンポの曲が多かったのに対して、本作は渋めの曲が増えている。また、前作の曲の流用もあるが、再編曲されており、雰囲気が少し異なるものになっている。
- 亜也虎3機と大和（艦隊戦）には専用の曲が当てられるようになった（亜也虎の前2機は前作のアレンジ）。
- ステージ削減により、未使用になったBGM（艦隊戦B）が存在する。これはサービスモードのサウンドテスト等で聴く事が出来る他、PCエンジン版の艦隊戦にも再利用されている。

## スタッフ
アーケード版
- デザイナー：POO（船水紀孝）、DECHIKUN
- プロデューサー：KIKAJI O.（岡本吉起）
- キャラクター・デザイナー：佐藤直子、MIKI CHAN、KAWAMOYAN（河本憲孝）、AHO NO SAKATA
- 音楽&SFX：坂口義弘
- 追加音楽：民谷淳子（ステージ1-1）、松前真奈美（ステージ1-2）、藤田晴美（ステージ2-2、3-1）
- ハードウェア：PUNCH KUBOZOO、JUMBO SAITO
- プログラミング：BLBON

PCエンジン版
- プログラム：落合雄一
- デザイン：BLUE BIRD
- 音楽：松下寿志、森島大祐
- スペシャル・サンクス：OTAKA、谷島孝行、高橋和夫

## 評価
アーケード版
1991年に刊行されたゲーメストムック『ザ・ベストゲーム』内の「ビデオゲームフルリスト」の紹介文では、「43で使えなかった武器を強化し、ステージ数を短くしたリバイバル版。やり方を知ってしまえば、難度は43よりも低くなる。音楽も個性的に変化」と評されている。
PCエンジン版
ゲーム誌『ファミコン通信』の「クロスレビュー」では合計25点（満40点）、『月刊PCエンジン』では75・80・70・75・80の平均76点（満100点）、『マル勝PCエンジン』では8・8・8・8の合計32点（満40点）、『PC Engine FAN』の読者投票による「ゲーム通信簿」での評価は以下の通り20.04点（満30点）となっている。また、この得点はPCエンジン全ソフトの中で329位（485本中、1993年時点）となっている。同雑誌1993年10月号特別付録の「PCエンジンオールカタログ'93」では、「破壊率が70%を超えるとステージクリアになる、ちょっと変わったクリア方法だ」と紹介されている。
| 項目 | キャラクタ | 音楽 | 操作性 | 熱中度 | お買得度 | オリジナリティ | 総合  |
| 得点 | 3.39       | 3.43 | 3.32   | 3.39   | 3.18     | 3.34           | 20.04 |